# Liparura
Liparura – rodzaj skorków z rodziny skorkowatych i podrodziny Skendylinae.
Lekko wypukła głowa tych skorków może mieć szwy śladowe lub dobrze zaznaczone. Długie i smukłe czułki cechują się członem czwartym podobnej wielkości co trzeci, ale krótszym niż piąty. Przedplecze może być poprzeczne, kwadratowe lub nieco dłuższe niż szerokie. Skrócone pokrywy (tegminy) są mniej więcej tak długie jak szerokie i mają skośnie ścięte krawędzie tylne oraz ostre kile podłużne wzdłuż brzegów zewnętrznych. Tylna para skrzydeł jest całkowicie zanikła. Odnóża są długie i smukłe. Stopy odznaczają się członem pierwszym dłuższym niż pozostałe dwa razem wzięte. Odwłok jest silnie rozszerzony pośrodku i ma punktowaną powierzchnię. Ostatni tergit jest poprzeczny, silnie ku tyłowi opadający i delikatnie zwężony. Przysadki odwłokowe (szczypce) u samic, a w przypadku L. simplex też u samców, są proste i nieuzbrojone. Samce pozostałych gatunków mają na wydłużonych szczypcach jeden lub więcej ząbków wewnętrznych lub krawędź grzbietową w części nasadowej (u L. simplex przekrój jest walcowaty). 
Skorki te zamieszkują Azję Południową w krainie orientalnej.
Rodzaj ten wprowadzony został w 1907 roku przez Malcolma Burra. Nazwa rodzajowa to połączenie greckich słów: λιπαροξ („płaski”) i ουρα („ogon”). Należy doń 8 opisanych gatunków:
- Liparura dentata Srivastava, 1977
- Liparura kamengensis Srivastava, 1977
- Liparura montuosa Steinmann, 1983
- Liparura punctata Burr, 1910
- Liparura serrata Srivastava, 1977
- Liparura simplex Brindle, 1975
- Liparura sinensis Chen & Chen, 1935
- Liparura tegminata Steinmann, 1983